# Сотлар, Митя
Митя Сотлар (словен. Mitja Sotlar, родился 17 октября 1979 в Есенице) — словенский хоккеист (выступавший на позиции защитника) и флорболист. Завершил хоккейную карьеру после окончания сезона 2013/2014.

## Биография
Воспитанник школы клуба «Акрони Есенице», за которой выступал с 1998 по 2008 годы. Позднее проводил сезоны в итальянском «Милано Россоблю», сербском «Партизане», с 2011 года защищал цвета ХК «Марибор». В сборной участвовал в чемпионатах мира 2005, 2006 и 2007 годов (первые два в высшем дивизионе).
Играл нападающим за сборную Словении на чемпионате мира по флорболу 2004 года.

## Статистика
| Легенда | Легенда                    | Легенда | Легенда                   | Легенда | Легенда    |
| ------- | -------------------------- | ------- | ------------------------- | ------- | ---------- |
| И       | Количество проведённых игр | Штр     | Штрафное время            | +/−     | Плюс-минус |
| Г       | Голы                       | П       | Голевые передачи          | О       | Очки       |
| -       | Статистика неизвестна      | —       | Статистика не учитывалась |         |            |